# Jacqui Cooper
Pour les articles homonymes, voir Cooper.
Jacqui Cooper, née le 6 janvier 1973, est une skieuse acrobatique australienne. S'illustrant dans la discipline du saut, la skieuse partait favorite de l'épreuve lors des Jeux olympiques d'hiver 2006 ; elle échoua cependant à la dernière place de la finale à cause d'une chute sur la réception d'un saut. Son palmarès n'en reste pas moins impressionnant avec trois victoires au classement général final de la Coupe du monde de ski acrobatique en 1999, 2000 et 2001 et un titre de championne du monde en 1999.

## Palmarès

### Jeux olympiques d'hiver
- Jeux olympiques de 1994 à Lillehammer (Norvège) :
  - 16e sur l'épreuve du saut.
- Jeux olympiques de 1998 à Nagano (Japon) :
  - 23e sur l'épreuve du saut.
- Jeux olympiques de 2006 à Turin (Italie) :
  - 8e sur l'épreuve du saut.
- Jeux olympiques de 2010 à Vancouver (Canada) :
  - 5e sur l'épreuve du saut.

### Championnats du monde
- Championnats du monde de 1999 à Meiringen-Hasliberg (Suisse) :
  -  Médaille d'or sur l'épreuve de saut.
- Championnats du monde de 2007 à Madonna di Campiglio (Italie) :
  -  Médaille de bronze sur l'épreuve de saut.

### Coupe du monde
- 3 gros globe de cristal :
  - Vainqueur du classement général en 1999, 2000 et 2001.
- 5 petits globe de cristal :
  - Vainqueur du classement sauts en 1999, 2000, 2001, 2007 et 2008.
- 39 podiums dont 24 victoires.